# Мідас-2
«Мідас-1» (англ. Midas 1), інша назва «Аджена-Ей-1007» (англ. Agena A 1007) — американський супутник системи раннього попередження про ракетні запуски (англ. Missile Defense Alarm System), запущений за програмою Мідас.

## Опис
Апарат у формі циліндра було змонтовано у верхній частині ступеня «Аджена-Ей», тому можливі розбіжності у масі й розмірах — іноді супутником вважають увесь ступінь. Довжина «Аджени-Ей» разом із супутником становила приблизно 6 м, діаметр 1,5 м. Загальна маса ступеня із супутником після відокремлення другого ступеня разом з паливом становила 2268 кг. Живлення забезпечували нікель-кадмієві акумулятори. Орієнтація апарата мала здійснюватись газовими двигунами на азоті.
Апарат мав інфрачервоні датчики і систему радіозв'язку для виявлення реактивних струменів при польотах міжконтинентальних балістичних ракет і миттєвого повідомлення про це на Землю, вимірювач плазми. Додатковим завданням було вимірювання космічної радіації, визначення щільності земної атмосфери, теплового випромінювання Землі і відбиття сонячного випромінювання, виявлення мікрометеоритів.

## Політ
24 травня 1960 року о 17:36 UTC ракетою-носієм Атлас-Аджена-Ей з бази ВПС США на мисі Канаверал було запущено «Мідас-2». Дані про інфрачервоне випромінювання передавались до закінчення заряду батарей 26 травня 1960 року. Апарат зійшов з орбіти 7 лютого 1974 року.